# Nasr Athlétique de Hussein Dey
O Nasr Athlétique de Hussein Dey é um clube de futebol com sede em Hussein Dey, Argélia. A equipe compete no Campeonato Argelino de Futebol.

## História
O clube foi fundado em 1947.